# Service-public.nc
 (décembre 2016).
Service-public.nc est le portail de l'administration de Nouvelle-Calédonie. Il est édité par la Direction du Numérique et de la Modernisation (DINUM) du Gouvernement de Nouvelle-Calédonie.

## Histoire
74 % des internautes calédoniens souhaitaient un site internet unique qui leur permettrait d'accéder à tous les téléservices de Nouvelle-Calédonie.
En octobre 2013, le Plan stratégique pour l'économie numérique (PSEN) valide le portail service-public.nc.
En mars 2024, le portail service-public.nc a été complètement refondu, tant sur l'aspect fonctionnel que sur le design. Il est alimenté par plus de 100 contributeurs administratifs, et propose une expérience utilisateur, agréable, fluide, accessible.

## Objectifs
La plate-forme sert 
- à informer les internautes sur les démarches administratives en Nouvelle-Calédonie,
- regrouper les informations des différentes administrations au sein d'un seul et même site,
- orienter vers les sites des partenaires si nécessaire,
- faciliter l'accès aux démarches, qu'elles soient en ligne ou à réaliser en guichet.

## Partenaires
À sa création en 2014 le portail comptait 15 partenaires institutionnels (Le Gouvernement de Nouvelle Calédonie, la Province Sud, la Province Nord, la Province des îles Loyauté, les 3 chambres consulaires du territoire : CMA, CCI et CANC, la CAFAT et 7 communes : Nouméa, Mont-Dore, Dumbéa, Païta, La Foa, Bourail et Koné).
Le guichet numérique comptait 30 partenaires en 2016. 
En 2017, 12 nouveaux partenaires institutionnels rejoignent le portail de l'administration calédonienne.
En 2024, on compte plus de 40 partenaires institutionnels hors Gouvernement de Nouvelle-Calédonie. 